# Earls Court 1975
Earls Court 1975 var en konsertserie med det brittiska hårdrocksbandet Led Zeppelin i Earls Court, London, England 1975. Från början var det tre konserter bokade, men när biljetterna sålde slut på 4 timmar valde gruppen att lägga till två konserter.

## Låtlista
En ganska typisk låtlista med viss variation är följande:
1. "Rock and Roll" (Page, Plant, Jones, Bonham)
2. "Sick Again" (Page, Plant)
3. "Over the Hills and Far Away" (Page, Plant)
4. "In My Time of Dying" (Page, Plant, Jones, Bonham)
5. "The Song Remains the Same" (Page, Plant)
6. "The Rain Song" (Page, Plant)
7. "Kashmir" (Bonham, Page, Plant)
8. "No Quarter" (Page, Plant, Jones)
9. "Tangerine" (Page)
10. "Going to California" (Page, Plant)
11. "That's the Way" (Page, Plant)
12. "Bron-Yr-Aur Stomp" (Page, Plant, Jones)
13. "Trampled Under Foot" (Page, Plant, Jones)
14. "Moby Dick" (Page, Jones, Bonham)
15. "Dazed and Confused" (Page)
16. "Stairway to Heaven" (Page, Plant)

Extranummer
- "Whole Lotta Love" (Bonham, Dixon, Jones, Page, Plant)
- "Black Dog" (Page, Plant, Jones)

Ytterligare extranummer på den sista spelningen 15 maj:
- "Heartbreaker" (Bonham, Page, Plant)
- "Communication Breakdown" (Bonham, Jones, Page) (inkluderat "D'yer Mak'er")

## Turnédatum
- 17/05/1975:  Earls Court - London
- 18/05/1975:  Earls Court - London
- 23/05/1975:  Earls Court - London
- 24/05/1975:  Earls Court - London
- 25/05/1975:  Earls Court - London